# Andrea Rønning
Andrea Rønning (* 30. Januar 1995 in Skien, Norwegen) ist eine norwegische Handballspielerin, die für den norwegischen Erstligisten Larvik HK aufläuft. Sie gehörte dem Kader der norwegischen Nationalmannschaft im Beachhandball an.

## Karriere

### Hallenhandball
Rønning begann das Handballspielen bei Gulset IF.  Später schloss sich die Rückraumspielerin der Damenmannschaft vom Kooperationspartner HEI an, mit der sie in der dritthöchsten norwegischen Spielklasse auflief. Im Jahr 2013 wechselte sie zu Gjerpen IF. Mit der Jugendmannschaft von Gjerpen gewann sie im Dezember 2013 die Goldmedaille bei der Norgesmesterskap. Für die Damenmannschaft von Gjerpen, die in der zweithöchsten Spielklasse antrat, erzielte sie in drei Spielzeiten annähernd 300 Treffer. Im Jahr 2016 stieg sie mit Gjerpen in die höchste norwegische Spielklasse auf. In zwei Erstligaspielzeiten warf sie 180 Tore. Im Sommer 2018 schloss sich Rønning dem Ligakonkurrenten Fredrikstad BK an. Für die Saison 2019/20 besaß Rønning einen Vertrag für Larvik HK, der jedoch aufgrund von finanziellen Problemen von Larvik aufgelöst wurde. Hieraufhin blieb sie bei Fredrikstad BK. Mit Fredrikstad nahm sie in den Spielzeiten 2018/19 und 2019/20 am EHF-Pokal teil. Seit der Saison 2021/22 steht sie bei Larvik HK unter Vertrag.

### Beachhandball
Rønning nahm im Jahr 2012 an der Beachhandball-Jugendeuropameisterschaft in Georgien teil, die Norwegen mit dem vierten Platz abschloss. 2013 folgte die Teilnahme an der Beachhandball-Juniorinneneuropameisterschaft in Dänemark, bei der Norwegen den sechsten Platz von sieben teilnehmenden Mannschaften belegte.
Rønning gewann im Jahr 2014 mit der norwegischen Beachhandballnationalmannschaft die Bronzemedaille bei der Beachhandball-Weltmeisterschaft. Im kleinen Finale gegen die Ukraine erzielte sie zwei Punkte. Ein Jahr später errang sie mit Norwegen die Silbermedaille bei der Beachhandball-Europameisterschaft. Im Finale gegen Ungarn, in dem sie 14 Punkte erzielte, verlor sie nach Shootout. 2017 belegte sie bei den World Games den vierten Rang.